# 和を以て貴しと為す
和を以て貴しと為す（わをもってたっとしとなす、あまないをもってたっとしとなす、わをもってとうとしとなす、やわらかなりをもちてとうとしとす）は、聖徳太子が定めた十七条憲法の第一条の条文のはじめの語句。古代中国からのことわざでも同一語句が存在するが、「和」が副次的に使用されている点が異なっており、同一の意味ではない。

## 概要
人と人とは睦ましく貴いものであるべきということ。人々が協調すること、和を大切にしなさいということが意味されている。これは互いを尊重し合い、認め合って協力することが大切であるということである。また怒らず、争わない”人としての在り方”が大切であるとされている。そのため人との関わり方として、争いを避けて和を大切にするだけでなく、互いに妥協をせずに、納得するまで話し合うことも必要である。自分の気持ちや感情を抑えるのみでひたすら我慢をしたり、相手の気持ちや意見を考慮しないことは和ではない。和というのは妥協や感情に流された主張ではなく、互いに分かり合って調和や協調するということ、とされている。

## 歴史

### 中国
礼記の儒行でこの言葉が述べられている。ここでは「礼は和を用って貴しと為す」とある。儀式においての作法では、その場においての人々の心が調和することが大切であるということが意味されている。論語の学而でもこの言葉が述べられている。ここでは「礼は之和を用って貴しと為す」とある。儒教においての和とは、名分を守り秩序を重んじる礼を行うにあたっては、和らぎ睦みあうことが大切であるということが説かれている。

### 日本
日本書紀では7世紀の始めに聖徳太子が定めた十七条憲法の第一条は以和爲貴（和を以て貴しと為し）であると伝えられているということがよく知られている。十七条憲法とは、役人たちが守るべきとする道徳的な戒めが記されており、この第一条では儒教における学問の和の概念を超えて、仏教の和合の精神の重要さも説かれていた。この第一条では和を大切にすることに加えて、逆らったり争いを起こさないことを根本とするということが説かれていた。そして上下関係にとらわれることが無く話し合いができたならば、何もかもを成し遂げられるだろうと説かれていた。